# Fort Wayne
Fort Wayne is een stad in de Amerikaanse staat Indiana en telt 205.727 inwoners. Het is hiermee de 84e stad in de Verenigde Staten (2000). De oppervlakte bedraagt 204,5 km², waarmee het de 85e stad is.

## Demografie
Van de bevolking is 12,5 % ouder dan 65 jaar en bestaat voor 32,6 % uit eenpersoonshuishoudens. De werkloosheid bedraagt 3,8 % (cijfers volkstelling 2000).
Ongeveer 5,8 % van de bevolking van Fort Wayne bestaat uit hispanics en latino's, 17,4 % is van Afrikaanse oorsprong en 1,6 % van Aziatische oorsprong.
Het aantal inwoners steeg van 202.995 in 1990 naar 205.727 in 2000.

## Klimaat
In januari is de gemiddelde temperatuur -5,1 °C, in juli is dat 23,3 °C. Jaarlijks valt er gemiddeld 882,7 mm neerslag (gegevens op basis van de meetperiode 1961-1990).

## Plaatsen in de nabije omgeving
De onderstaande figuur toont nabijgelegen plaatsen in een straal van 24 km rond Fort Wayne.

## Geboren in Fort Wayne
- Carole Lombard (1908-1942), actrice
- Bill Blass (1922–2002), modeontwerper
- Dick York (1928-1992), acteur
- Bruce Nauman (1941), beeldend kunstenaar
- Shelley Long (1949), actrice
- Drake Hogestyn (1953-2024), acteur
- Matt Vogel (1957), zwemmer
- Eric Bruskotter (1966), acteur
- Jenna Fischer (1974), actrice
- Jill Bennett (1975), actrice, filmregisseuse en filmproducente
- DaMarcus Beasley (1982), voetballer